# Schwestern Unserer Lieben Frau vom Trost
Die Schwestern Unserer Lieben Frau vom Trost (spanisch Hermanas de Nuestra Señora de la Consolación; Ordenskürzel NSC, auch CMC) sind eine spanische Kongregation in der römisch-katholischen Kirche.

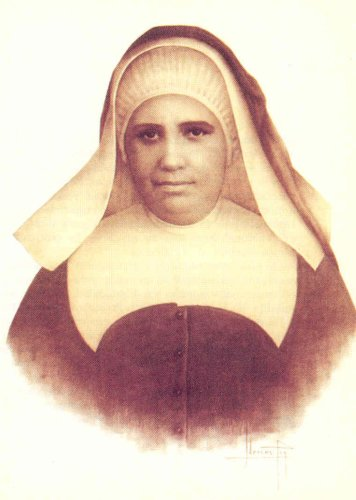
Rosa Molas y Vallvé (1815–1876)

Die Kongregation wurde von Rosa Molas y Vallvé (1815–1876) gegründet. 1841 trat sie den Schwestern der Nächstenliebe von Reus (Suore di Nostra Signora della Consolazione) bei und begann ihren Dienst als Krankenschwester in dem Krankenhaus, das das Institut in der katalanischen Stadt betrieb. Im Jahr 1849 zog sie mit einigen Schwestern nach Tortosa, wo sie an der dortigen öffentlichen Schule unterrichtete und sich weiterhin um die Kranken kümmerte.
Am 14. März 1857 trennten sich die Nonnen von Tortosa von der Kongregation von Reus und unterstellten sich der direkten Abhängigkeit des Bistums Tortosa. So entstand das neue Institut der Schwestern Unserer Lieben Frau vom Trost, dessen erste Generaloberin Molas y Vallvé war. Die Schwestern Unserer Lieben Frau vom Trost wurden am 6. April 1857 als Kongregation mit diözesanem Recht anerkannt und erhielt am 14. November 1858 offiziell den heute noch gültige Firmierung. Am 2. Oktober 1888 erhielten sie die päpstliche Anerkennung und am 19. Juni 1901 wurden sie schließlich vom Heiligen Stuhl approbiert mit ihren Konstitutionen am 21. Januar 1907.
Von 1876 bis 1924 war man nur im Bistum Tortosa tätig, von 1924 bis 1973 auch in Venezuela, Argentinien, Brasilien, Italien, Belgien und Portugal und seit den 1970er Jahren auch in der Slowakei. Aus der Gemeinschaft entwickelten sich in den Folgejahren zahlreiche Niederlassungen auch in Asien in Südkorea, auf den Philippinen und in Myanmar. In Afrika engagiert sich die Kongregation in Burkina Faso, Mosambik, Togo und die Elfenbeinküste und in Amerika in Chile, Ecuador, Mexiko, Bolivien und Peru.
Besonderes Anliegen der Gemeinschaft sollte die Pflege von Kranken und Kindern sein mit Engagements in Sozial- und Gesundheitszentren sowie schulischen Angeboten für Kinder und der vielfältigen Fürsorge von gesellschaftlich Benachteiligten.
Die 1977 seliggesprochene Gründerin Rosa Molas y Vallvé wurde 1988 von Papst Johannes Paul II. heiliggesprochen.